# 補給処
補給処（ほきゅうしょ）は、防衛省本省に置かれる陸上自衛隊、海上自衛隊または航空自衛隊の機関のひとつである。

## 概要
補給処においては、自衛隊の需品、火器、弾薬、車両、船舶、航空機、施設器材、通信器材、衛生器材等の調達、保管、補給または整備およびこれらに関する調査研究を行っている。補給処の長は処長という。処長および副処長には、自衛官が充てられる。また、補給処には、支処または出張所を置くことができる。

## 陸上自衛隊の補給処
中央補給処と地区補給処
1998年（平成10年）3月以前には、「中央補給処」として武器補給処（霞ヶ浦駐屯地）・需品補給処（松戸駐屯地）・施設補給処（古河駐屯地）・通信補給処（大宮駐屯地）・衛生補給処（用賀駐屯地）の5つの補給処および資材統制隊（市ヶ谷駐屯地）を置いていた。そして、東部方面区を除く4方面区に「地区補給処」を置いていた（東部方面区には地区補給処が置かれず、中央補給処自身がその役割を担っていた）。
補給処
1998年（平成10年）3月26日に、5つの中央補給処および資材統制隊を統合して東部方面区に「補給統制本部」および関東補給処を、東部方面区以外の地区補給処を「補給処」と改称した5個補給処体制に変更した。補給処長がその処務を掌理するに当たっては、補給統制本部長の統制に従わなければならない。（ただし防衛大臣が必要と認める場合、各方面総監の指揮監督を受ける。）処長は陸将補（二）、副処長：1等陸佐（一）が充てられる。
なお、2025年（令和7年）度概算要求では、補給統制本部を改編した補給本部（仮称）隷下の補給処に改編され、常時指揮監督を受ける計画が予定されている。
- 陸上自衛隊北海道補給処「北処」（島松駐屯地）
  - 苗穂支処「苗支」（苗穂分屯地）
  - 近文台弾薬支処「近弾支」（近文台分屯地）
  - 日高弾薬支処「日弾支」（日高分屯地）
  - 安平弾薬支処「安弾支」（安平駐屯地）
  - 白老弾薬支処「白弾支」（白老駐屯地）
  - 多田弾薬支処「多弾支」（多田分屯地）
  - 沼田弾薬支処「沼弾支」（沼田分屯地）
  - 足寄弾薬支処「足弾支」（足寄分屯地）
  - 近文台燃料支処「近燃支」（近文台分屯地）
  - 早来燃料支処「早燃支」（早来分屯地）

- 陸上自衛隊東北補給処「東北処」（仙台駐屯地）
  - 船岡弾薬支処「船弾支」（船岡駐屯地）
  - 反町弾薬支処「反弾支」（反町分屯地）
  - 多賀城燃料支処「多燃支」（多賀城駐屯地）

- 陸上自衛隊関東補給処「関東処」（霞ヶ浦駐屯地）[注 3]
  - 松戸支処「松支」（松戸駐屯地：旧需品補給処）
  - 古河支処「古支」（古河駐屯地：旧施設補給処）
  - 用賀支処「用支」（用賀駐屯地：旧衛生補給処）
  - 吉井弾薬支処「吉弾支」（吉井分屯地：旧武器補給処吉井弾薬支処）
  - 朝日燃料支処「朝燃支」（朝日分屯地：旧需品補給処朝日燃料支処）
  - 富士弾薬出張所（富士駐屯地：旧武器補給処富士弾薬出張所）
  - 富士燃料出張所（駒門駐屯地：旧需品補給処富士燃料出張所）

- 陸上自衛隊関西補給処「関処」（宇治駐屯地）
  - 桂支処「桂支」（桂駐屯地）
  - 三軒屋弾薬支処「三弾支」（三軒屋駐屯地）
  - 祝園弾薬支処「祝弾支」（祝園分屯地）

- 陸上自衛隊九州補給処「九処」（目達原駐屯地）[注 4]
  - 健軍支処「健支」（健軍駐屯地）
  - 富野弾薬支処「富弾支」（富野分屯地）
  - 大分弾薬支処「大弾支」（大分分屯地）
  - 鳥栖燃料支処「鳥燃支」（鳥栖分屯地）

### 陸上自衛隊の補給処の沿革
警察予備隊
- 1951年（昭和26年）
  - 2月15日：警察予備隊宇治管理補給部隊が宇治駐屯地に発足。
  - 9月18日：警察予備隊宇治管理補給部隊（宇治駐屯地）が警察予備隊宇治管理補給廠に改編。
- 1952年（昭和27年）
  - 1月28日：'北海道地区補給廠'警察予備隊北海道地区補給廠が苗穂駐屯地に開設。
  - 3月10日：警察予備隊北海道地区補給廠（苗穂駐屯地）が警察予備隊総隊総監部直轄となる。
  - 7月20日：警察予備隊施設補給廠が松戸駐屯地に設置[2]。

保安隊
- 1952年（昭和27年）
  - 10月15日：警察予備隊が保安隊に改編。

  1. 北海道地区補給廠（苗穂駐屯地）が保安隊北海道地区補給廠に改称し保安庁長官直轄となる。
  2. 警察予備隊宇治管理補給廠（宇治駐屯地）が保安隊関西地区補給しょうに改称。
  3. 保安隊九州地区補給しょうが福岡駐屯地において編成完結。
  4. 警察予備隊施設補給廠（松戸駐屯地）が保安隊施設補給しょうに改編。
  5. 保安隊武器補給しょう、保安隊通信補給しょう、保安隊衛生補給しょうが旧・立川駐屯地（現・東立川駐屯地）に新編。

  - 12月1日：島松駐屯地開設により、苗穂駐屯地が廃止され島松駐屯地の分屯地となる。
  - 12月3日：保安隊需品補給しょうが宇治駐屯地から松戸駐屯地に移駐[3]。
  - 12月10日：北海道地区補給廠が苗穂分屯地から島松駐屯地へ移駐。
- 1953年（昭和28年）
  - 2月26日：北海道地区補給廠の編合部隊等の移動および集結を完了。
  - 5月30日：北海道地区補給廠（島松駐屯地）が北海道地区補給しょうに改称。
- 1954年（昭和29年）
  - 1月20日：保安隊武器補給しょうが旧・立川駐屯地（現・東立川駐屯地）から霞ヶ浦駐屯地に移駐。武器補給しょう長に駐屯地部隊長兼務発令。
  - 2月11日：保安隊武器補給しょうの開庁式。
  - 2月15日：保安隊施設補給しょう（松戸駐屯地）が北古河駐屯地に移駐[4]。
  - 3月10日：保安隊九州地区補給しょうが福岡駐屯地から目達原駐屯地に移駐。

陸上自衛隊
- 1954年（昭和29年）
  - 7月1日：陸上自衛隊発足

  1. 保安隊北海道地区補給しょうが陸上自衛隊北海道地区補給処に改称[5]。
  2. 保安隊関西地区補給しょうが陸上自衛隊関西地区補給処に改称。
  3. 保安隊九州地区補給しょうが陸上自衛隊九州地区補給処に改称。
  4. 保安隊武器補給しょう（霞ヶ浦駐屯地）が陸上自衛隊武器補給処に改称。
  5. 保安隊需品補給しょう（松戸駐屯地）がが陸上自衛隊需品補給処に改称。
  6. 保安隊施設補給しょう（北古河駐屯地）が陸上自衛隊施設補給処に改称。
  7. 保安隊通信補給しょう（立川駐屯地：現・東立川駐屯地）が陸上自衛隊通信補給処に改称。
  8. 保安隊衛生補給しょう（立川駐屯地：現・東立川駐屯地）が陸上自衛隊衛生補給処に改称。
- 1955年（昭和30年）
  - 2月28日：陸上自衛隊北海道地区補給処の厚別、近文台、安平、東千歳各弾薬支処および近文台、早来各燃料支処が編成完結。
  - 3月2日：陸上自衛隊九州地区補給処富野弾薬支処が編成完結。
  - 4月14日：陸上自衛隊関西地区補給処三軒屋弾薬支処が三軒屋駐屯地において編成完結。
  - 5月14日：
    1. 陸上自衛隊関西地区補給処舞鶴弾薬支処が舞鶴分屯地において編成完結。
    2. 陸上自衛隊武器補給処高崎弾薬支処が新町駐屯地に、陸上自衛隊武器補給処西山弾薬支処が設置。

  - 7月1日：陸上自衛隊九州地区補給処大分弾薬支処が編成完結。
  - 8月1日：陸上自衛隊武器補給処高崎弾薬支処が陸上自衛隊武器補給処吉井弾薬支処に改称。
- 1956年（昭和31年）
  - 1月25日：第1補給整備支援群が船岡駐屯地において編成完結。
  - 2月25日：陸上自衛隊九州地区補給処鳥栖燃料支処が鳥栖分屯地において編成完結。
  - 10月10日：陸上自衛隊北海道地区補給処多田弾薬支処が編成完結。
- 1957年（昭和32年）11月20日：

1. 陸上自衛隊北海道地区補給処苗穂支処が苗穂分屯地において編成完結。
2. 陸上自衛隊九州地区補給処健軍支処が健軍駐屯地で、陸上自衛隊九州地区補給処城野支処が城野分屯地で編成完結。

- 1958年（昭和33年）
  - 2月26日：陸上自衛隊北海道地区補給処白老弾薬支処が白老駐屯地において編成完結。
  - 5月1日：第1補給整備支援群が船岡駐屯地から北仙台駐屯地に移転。第1補給整備支援群長が北仙台駐屯地司令職に指定。
  - 6月26日：

  1. 第1補給整備支援群が陸上自衛隊東北地区補給処に改編。陸上自衛隊東北地区補給処長が北仙台駐屯地司令職に指定。
  2. 武器補給処隷下の西山弾薬支処および千両弾薬支処を陸上自衛隊関西地区補給処に編合。
  3. 陸上自衛隊通信補給処が立川駐屯地から大宮駐屯地に移駐。通信補給処長が大宮駐屯地司令に職務指定。

  - 8月20日：武器補給処大宮支処が大宮駐屯地に設置。
- 1960年（昭和35年）
  - 1月14日：

  1. 陸上自衛隊北海道地区補給処が北部方面総監直轄となる。
  2. 陸上自衛隊関西地区補給処桂支処が桂駐屯地において編成完結。

  - 8月12日：南北仙台駐屯地が合併により仙台駐屯地が発足、陸上自衛隊東北地区補給処長の北仙台駐屯地司令職が解除。
  - 12月9日：部隊改編。

  1. 陸上自衛隊関西地区補給処祝園弾薬支処が祝園分屯地において編成完結。
  2. 陸上自衛隊関西地区補給処西山弾薬支処を廃止。
  3. 陸上自衛隊関西地区補給処千両弾薬支処（千両分屯地）を廃止。
- 1961年（昭和36年）
  - 3月25日：富士燃料出張所が富士駐屯地から駒門駐屯地へ移駐。
  - 8月17日：陸上自衛隊東北地区補給処多賀城燃料支処が多賀城駐屯地に発足。
- 1962年（昭和37年）8月15日：陸上自衛隊東北地区補給処船岡弾薬支処が船岡駐屯地に発足。
- 1963年（昭和38年）3月31日：陸上自衛隊衛生補給処が立川駐屯地（現・東立川駐屯地）から用賀駐屯地に移駐。
- 1965年（昭和40年）3月：吉井弾薬支処に弾薬類の試験研究機関として試験室開設。
- 1966年（昭和41年）4月1日：陸上自衛隊関西地区補給処舞鶴弾薬支処（舞鶴分屯地）を廃止。
- 1969年（昭和44年）3月1日：陸上自衛隊北海道地区補給処厚別弾薬支処が陸上自衛隊北海道地区補給処日高弾薬支処に称号変更[6]。
- 1975年（昭和50年）3月26日：施設補給処整備部を改編。
- 1985年（昭和60年）4月6日：陸上自衛隊北海道地区補給処東千歳弾薬支処が廃止。
- 1990年（平成02年）3月26日：陸上自衛隊北海道地区補給処沼田弾薬支処が沼田分屯地で編成完結。
- 1994年（平成06年）3月28日：陸上自衛隊北海道地区補給処足寄弾薬支処が足寄分屯地で編成完結[7]。
- 1995年（平成07年）：
  - 月日不明：施設補給処内に補給統制本部プレ準備隊を編成。
  - 10月1日：武器補給処大宮支処（大宮駐屯地）を廃止。

- 1997年（平成09年）7月1日：

1. 大宮駐屯地司令職務が通信補給処長から化学学校長に移管。
2. 松戸駐屯地司令職務が需品補給処長から需品学校長に移管。

- 1998年（平成10年）
  - 3月25日：中央補給処の改編に伴い、武器補給処、施設補給処、需品補給処、通信補給処および衛生補給処が廃止。
  - 3月26日：中央補給処の整理統合に伴う改編。

  1. 陸上自衛隊北海道地区補給処が陸上自衛隊北海道補給処に改称。
  2. 陸上自衛隊東北地区補給処が陸上自衛隊東北補給処に称号変更。
  3. 陸上自衛隊武器補給処（霞ヶ浦駐屯地）を廃止し、陸上自衛隊関東補給処が発足。
  4. 陸上自衛隊施設補給処（古河駐屯地）を廃止し、陸上自衛隊関東補給処古河支処（施設部）を古河駐屯地に新編。
  5. 陸上自衛隊需品補給処（松戸駐屯地）を廃止し、陸上自衛隊関東補給処松戸支処（需品部および落下傘整備部）を松戸駐屯地に新編。
  6. 陸上自衛隊通信補給処（大宮駐屯地）を廃止（後身は陸上自衛隊関東補給処通信電子部として同処の人員・施設は霞ヶ浦駐屯地に移駐）。
  7. 陸上自衛隊衛生補給処（用賀駐屯地）を廃止し、陸上自衛隊関東補給処用賀支処（衛生部）を用賀駐屯地に新編。
  8. 陸上自衛隊関西地区補給処を陸上自衛隊関西補給処に改称。
  9. 陸上自衛隊九州地区補給処が陸上自衛隊九州補給処に改称。
- 2001年（平成13年）3月27日：陸上自衛隊北海道補給処の武器部、需品部、通信部等の各物別部を廃止し、現在の機能別各部に組織改編。
- 2002年（平成14年）3月27日：関東補給処の内部組織の改編（企画室および弾薬部を廃止、装備計画部を新設）。
- 2004年（平成16年）3月29日：陸上自衛隊関西地区補給処の組織改編により、通信部等を廃止し、装備計画部、整備部等を新編。
- 2008年（平成20年）
  - 3月24日：陸上自衛隊九州補給処城野支処（城野分屯地）を廃止（同支処業務は本処補給部へ統合）。
  - 3月26日：関東補給処長が陸将職に格上げ。
- 2018年（平成30年）3月27日：

1. 陸上自衛隊北海道補給処の電計課が装備計画部に統合され廃止。
2. 陸上自衛隊東北補給処の電計課が装備計画部に統合され廃止。
3. 陸上自衛隊関東補給処の内部組織の改編（情報処理部を廃止、システム技術課を新設）。
4. 陸上自衛隊関西補給処の電計課が装備計画部に統合され廃止。
5. 陸上自衛隊九州補給処の電計課が装備計画部に統合され廃止。

- 2025年（令和07年）度以降：補給統制本部が補給本部（仮称）に改編されるに伴い、各補給処が補給本部（仮称）隷下となる予定。
- 2029年（令和11年）度以降：用賀支処が防衛省三宿地区（世田谷区・目黒区）に移転予定[8]。
- （時期未定）：陸上自衛隊九州補給処の支処を沖縄訓練場に開設予定[9]。

## 海上自衛隊の補給処
海上自衛隊には、次の2つの補給処が置かれている。1998年（平成10年）12月8日、海上自衛隊の補給・整備部門の組織改編により設置された。海上自衛隊の補給処の処長がその処務を掌理するに当たっては、海上自衛隊補給本部長の指揮監督を受ける。処長は1等海佐（一）が充てられる。
- 海上自衛隊艦船補給処（横須賀基地田浦地区）
- 海上自衛隊航空補給処（木更津地区）
  - 下総支処（下総航空基地）

## 航空自衛隊の補給処
航空自衛隊には、次の3つの補給処が置かれている。航空自衛隊の補給処の処長がその処務を掌理するに当たっては、航空自衛隊補給本部長の指揮監督を受ける。処長は空将補（二）が指定される。
- 航空自衛隊第2補給処（岐阜基地）
  - 十条支処（十条基地）
- 航空自衛隊第3補給処（入間基地）
- 航空自衛隊第4補給処（入間基地）
  - 高蔵寺支処（高蔵寺分屯基地）
  - 東北支処（東北町分屯基地）
  - 木更津支処（木更津分屯基地）